# Civilization VII
Sid Meier's Civilization VII ist ein rundenbasiertes Globalstrategiespiel, das am 11. Februar 2025 erschien. Es wurde am 7. Juni 2024 beim Summer Game Fest angekündigt, ist Teil der Computerspiel-Reihe Sid Meier’s Civilization und der Nachfolger des 2016 erschienenen Civilization VI.

## Entwicklung
Im Februar 2023 bestätigte Firaxis, dass eine Fortsetzung der Civilization-Reihe in Produktion sei. Im Juni 2024 wurde Civilization VII offiziell angekündigt. Als Erscheinungstermin wurde der 11. Februar 2025 festgesetzt.
Die Erzählstimme wird von der britischen Schauspielerin Gwendoline Christie gesprochen. Das musikalische Hauptthema „Live Gloriously“ wurde wie schon bei den Vorgängerspielen Civilization IV und Civilization VI von Christopher Tin komponiert.